# Пика, Гелиодор
Гелиодор Прокоп Пика (чеш. Heliodor Prokop Píka; 3 июля 1897 года, Штитина, Маркграфство Моравия, Австро-Венгерская империя — 21 июня 1949 года, Пльзень, Чехословацкая Республика) — чехословацкий военачальник, участник Первой мировой войны и Гражданской войны в России, один из военнослужащих Чехословацких легионов. Видный представитель чехословацкого антинацистского сопротивления за рубежом и жертва коммунистического режима после февральского переворота 1948 года.

## Биография

### Юность и война
Родился 3 июля 1897 года в деревне Штитина у Троппау в моравской Силезии, в семье деревенского изготовителя колёс Играца Пики. В 1914 году поступил на службу в аптеку с целью изучить фармацевтику, а в июле 1915 года окончил местную гимназию. В октябре 1915 года был принудительно призван на службу в 15-й ландверский полк в Троппау. Прошёл трёхмесячную кадетскую подготовку, после чего сам стал одним из инструкторов. В 1916 году, в звании командира взвода был отправлен вместе с полком на Восточный фронт Первой мировой войны. В январе 1916 года был произведён в капралы, а в июне — в сержанты. 28 июля 1916 года был взят плен российскими солдатами у Берестечко.
5 октября 1916 года записался в Чехословацкий корпус в лагере для военнопленных Паратского завода в Казанской губернии, однако стал его членом лишь 21 июля 1917 года, став рядовым в 1-м стрелковым полке. Принимал участие в сражениях у Бахмача и Зборова. В октябре 1917 года покинул Россию через Архангельск. Через Великобританию попал во Францию, где прошел интенсивную военную подготовку в Гавре и Коньяке. В июне 1918 года стал членом 21-го стрелкового полка Чехословацких легионов в качестве полкового фармацевта, позднее офицера химического оружия и воевал в Эльзасе, Шампани и Аргонне. 12 января 1918 года был произведён в поручики, а летом того же года стал заместителем офицера. В составе полка он принял участие в тяжелых боях во время немецкого весеннего наступления. Был награжден несколькими орденами и уважаем среди солдат за самоотверженную медицинскую службу на передовой.

### Межвоенное время
31 декабря 1918 (по другим сведениям 9 января 1919) года вернулся на родину в новообразованную Чехословацкую республику в звании поручика. В мае 1919 года принял участие в боевых действиях против польской армии в конфликте за Тешинский регион. Откуда летом того же года был переведён на Словацкий фронт. 1 августа был произведён в звание старшего лейтенанта, а в сентябре поступил в пехотное училище в Миловице. В ноябре был послан на обучение в общевойсковое военное училище Сен-Сир во Франции. Откуда выпустился в 1920 году, после чего стал инструктором военной академии в Границе. В ноябре 1921 года был произведён в капитаны.
30 декабря 1922 года женился на Марии Сегналовой, а через семь месяцев у них родился сын Милан (1923—2019).
В середине июля 1923 года был переведен на службу в министерство национальной обороны на должность концептуального офицера 5-го отдела и после непродолжительного времени работы в 42-м пехотном полку в Терезине, в декабре 1925 года поступил на 1-й курс Военного училища в Праге и одновременно с этим участвовал в испытаниях нового оружия, которые проходили в Оломоуце, Миловице и Пардубице. В июле 1926 года ему было присвоено звание штабного капитана, а в октябре того же года он отправился учиться в Военное училище в Париже, которое успешно окончил в сентябре 1928 года. После возвращения стал штаб-капитаном Генерального штаба при пражском военном управлении. В декабре 1929 года получил звание майора.
1 сентября 1932 года был назначен чехословацким военным атташе в Бухаресте, позже его аккредитация была распространена на Турцию. Данная пост имел стратегическое значение, поскольку Румыния была членом Малой Антанты и рассматривалась как оплот против растущего давления Германии и Венгрии. Считался одним из лучших военных разведчиков и дипломатов страны. На родину вернулся в июле 1937 года в звании подполковника и стал работать в министерстве национальной обороны, начальником группы С 1-го отдела, ведавшего взаимодействием и сотрудничеством чехословацкой военной промышленности со странами Малой Антанты. На этом посту получил обещание материальной помощи от Югославии и Румынии в случае начала войны между Чехословакией и Германией, а после подписания Мюнхенского соглашения в сентябре 1938 года, пытался помешать получить немцам образцы чехословацкого вооружения. 1 января 1938 года ему было присвоено звание полковника Генерального штаба. 

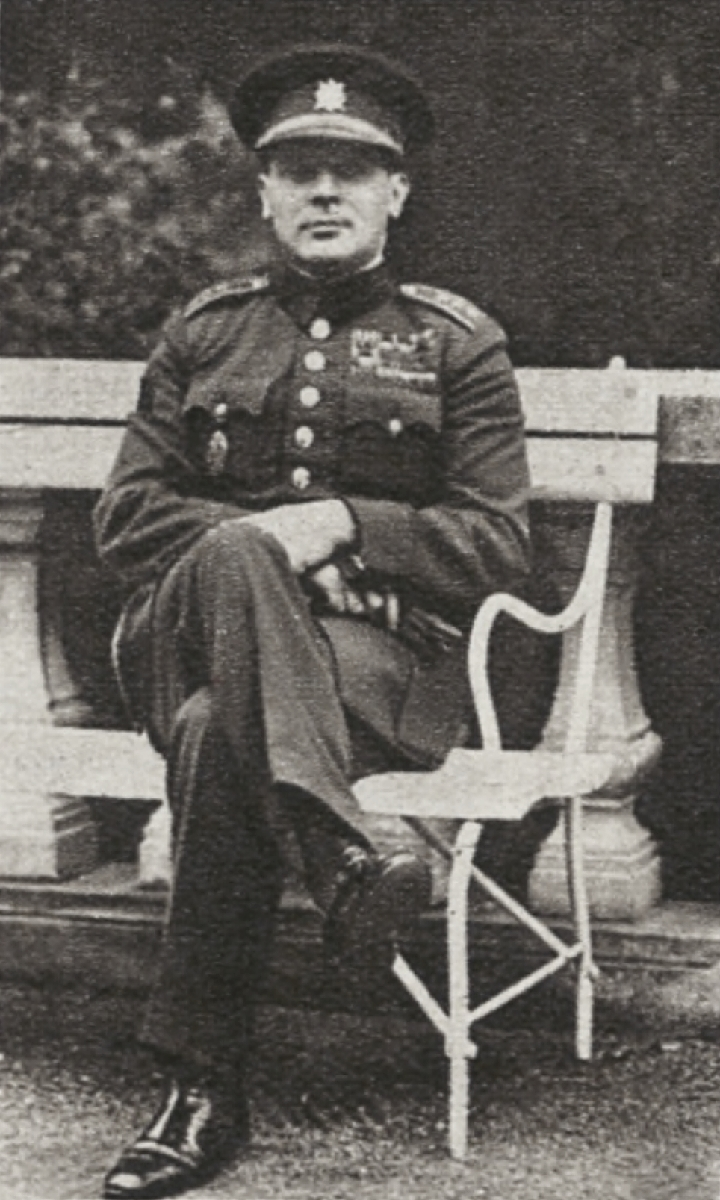
Гелиодор Пика в Бухаресте, 1936 год

После падения Второй республики и создания Протектората Богемии и Моравии установил контакты с организациями сопротивления, а через две недели бежал из страны через Польшу в Румынию. Стал неофициальным военным представителем ещё несформированного чехословацкого правительства в изгнании на Балканах, а также организовывал эмиграцию чехословацких граждан (преимущественно военных), а также граждан Венгрии в западные страны.

### Вторая мировая война
Во время переворота Антонеску в 1940 году был арестован румынскими властями, однако благодаря своим связям с румынской королевской семьёй, пробыл в заключении недолго и был экстрадирован в Стамбул. В Стамбуле Пика встретился с подполковником Людвиком Свободой, который попросил его передать президенту Эдварду Бенешу просьбу о поддержке сотрудничества с СССР и создании чехословацкой военной миссии в Москве, на что Бенеш согласился. Успешная разведывательная деятельность Пики не ускользнула от внимания советских деятелей, которые в начале 1941 года запросили его в качестве уполномоченного представителя Чехословакии в качестве руководителя военной миссии правительства Чехословакии при правительстве СССР. С августа 1941 года предупреждал президента Бенеша, что СССР стремится не к свободной Чехословакии, а к диктатуре пролетариата. Однако эти предупреждения не оказали влияния на политику Бенеша. Среди явных заслуг Пики стала амнистия чехословацких граждан и выходцев из Чехословакии в СССР в 1942 году.
Во время создания армии чехословацких военных частей в СССР последовательно продвигал политику правительства в изгнании, что приводило к частым разногласиям как с советскими органами, так и с руководством компартии Чехословакии в Москве и с частью командования частей. Особенно натянутые отношения у него были с послом в Москве Зденеком Фирлингером, председателем коммунистической партии Клементом Готвальдом и Вацлавом Копецким.
В 1942 году Пика начал формировать в Бузулуке чехословацкое армейское подразделение из чехословацких добровольцев, в основном из тех, кто побывал в советских лагерях для военнопленных. Вместе с полковником Л. Свободой смог противостоять давлению Клемента Готвальда по политизации подразделения. В сентябре 1943 года 1-я Чехословацкая Отдельная бригада была отправлена на фронт в район Киева (в освобождении которого она сыграла важную роль), а в ноябре Пика принял участие в торжественном подписании чехословацко-советского союзного договора. В декабре 1943 года ему было присвоено звание бригадного генерала. 

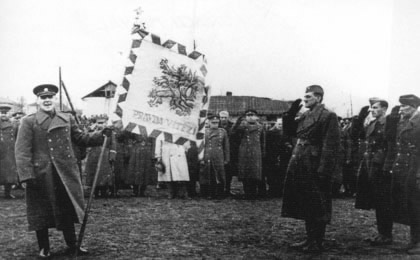
Гелиодор Пика вручает боевое знамя 2-й отдельной чехословацкой воздушно-десантной бригаде в СССР, 22 апреля 1944 года

В августе 1944 года, в преддверии начала Словацкого национального восстания, Германия оккупировала Словакию, после чего Пика обратился к советскому командованию с просьбой о поддержке словацких повстанцев силами РККА. Тогда И. В. Сталин отдал приказ о поставке оружия в Словакию и начале Восточно-Карпатской операции. С продвижением советских войск по бывшей территории Чехословакии, Пика ходатайствовал о назначении Людвика Свободы командующим освободительными отрядами, однако СССР отклонил эту просьбу. Затем он безуспешно протестовал против продвижения Красной Армии в Подкарпатской Руси. В этот период советское командование уже в полной мере сотрудничало с Готвальдом, и поскольку президент Бенеш не оказывал Пике достаточной поддержки, советское руководство игнорировало протесты Пики.

### После войны
В мае 1945 года вернулся в Прагу. В августе получил звание дивизионного генерала, а также стал заместителем начальника Генерального штаба по особым делам — отвечал за контакты и переговоры с военными представители иностранных государств, а также участвовали в подготовке мирных переговоров. Был членом чехословацкой делегации на мирных переговорах в Париже в 1946 году. После возвращения на родину, был назначен заместителем начальника Генерального штаба в чью компетенцию входили вопросы разведки, военного образования, издания уставов службы, подготовка мобилизационных планов и некоторые вопросы тренировок. С этого периода за ним стало следить 5-е управление (разведывательное) Генерального штаба.

### Арест и казнь
Вскоре после коммунистического февральского переворота в 1948 году, 1 марта был отправлен в отпуск в связи с состоянием здоровья. Был арестован 5 мая в военном госпитале, где тот восстанавливался после операции на желчном пузыре. 1 июня был уволен со службы и отправлен на пенсию. В это же время проходил через серию допросов в конспиративной тюрьме «Домечек» и в Панкрацкой тюрьме. Его допрашивал также заместитель министра обороны Бедржих Рейцин (дивизионный генерал чехословацкой армии и агент НКВД). Пике были предъявлены обвинения в государственной измене и шпионаже в пользу Великобритании. 

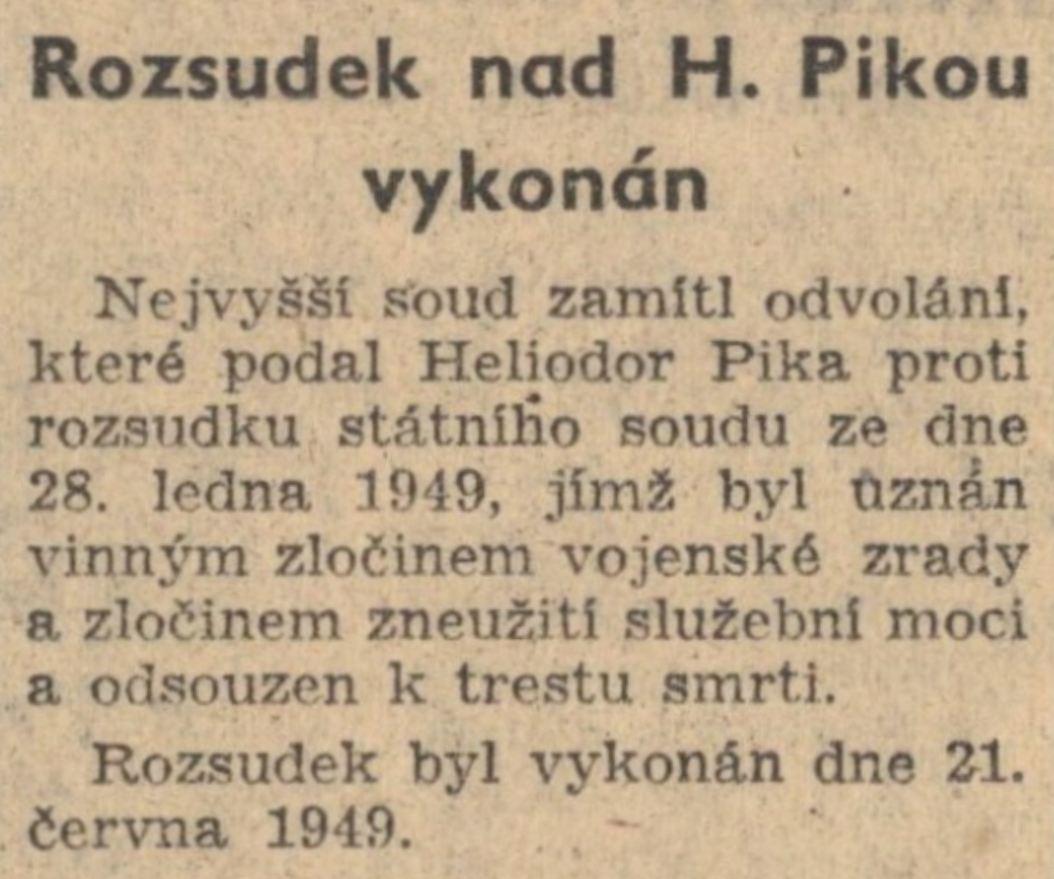
Заметка из газеты «Руде право» об исполнении приговора

29 января 1949 года государственный суд по сфабрикованному делу приговорил его к смертной казни через повешение. Министр национальной обороны Людвик Свобода не предложил президенту Готвальду просьбу о помиловании. Помимо семьи и адвоката, против приговора протестовали только представители местного национального комитета в родной деревне Штитине и бывший глава французской военной миссии в Чехословакии генерал Луи Фоше. В той же тюрьме, где ожидал казни генерал Пика, содержался под стражей и его сын Милан, служивший во время войны в британских Королевских ВВС. Милан Пика был осужден на судебном процессе, который начался 16 февраля 1949 года.
Был казнён 21 июля 1949 года в тюрьме в Пльзени.
Тело генерала было «потеряно» после вскрытия, не захоронено и до сих пор не найдено. Согласно показаниям его сына Милана Пика в документальном фильме 2018 года «Хрустальный призрак», его тело хранилось в анатомическом институте в ящике для хранения трупов, и вместо его трупа (его сын М. Пика не указывает в документе, когда именно он был похоронен или кремирован) было похоронено другое тело под именем его отца. Ни авторы фильма, ни Милан Пик при жизни не объяснил это более подробно.

## Реабилитация и память
Во время Пражской весны в 1968 году (предположительно при содействии президента Л. Свободы и стараниями сына Милана Пики) судебный процесс над генералом Пикой был возобновлен, и военный суд в Пршибраме признал его невиновным и отменил обвинительный приговор, однако полная реабилитация произошла только после Бархатной революции в ноябре 1989 года. Социалистический режим отказывался признать его заслуги, и долгое время имя генерала было табу, и общественность смогла узнать о его жизни только после 1989 года. В 1990-х годах Чешское телевидение выпустило документальный фильм под названием «За что вас убили, генерал?». О нём было написано несколько книг.
В 1991 году президент Вацлав Гавел посмертно произвёл Гелиодора Пику в генералы армии, а также наградил орденом Милана Растислава Штефаника III степени за «исключительные заслуги в борьбе за освобождение Родины в годы Второй мировой войны».
Пике открыли памятник в Пльзене и в его родном городе Штитине перед его домом. Его именем были названы 53-й разведывательно-радиоэлектронный полк Армии Чешской Республики в Опаве, площадь в Пльзене-Слованы, улица в Праге 6 - Дейвице, мемориальная доска на здании министерства обороны, а также в Брно, Кромержиже, Либерце, Оломоуце, Остраве и Кладно.
В 2001 году Карел Ваш, последний здравствующий участник «судебного убийства» генерала Пики, был обвинен в убийстве и первоначально приговорен к семи годам тюремного заключения, но в 2002 году его приговор был отменён, а уголовное преследование прекращено в связи с истечением срока исковой давности. Карел Ваш умер 8 декабря 2012 года, и только его дочь Галина Вашова, родившаяся после казни генерала Пика, публично извинилась за его преступления своего отца, которые случились до её рождения.

## Награды
Ниже представлен список наград генерала Пика:

### Чехословакия
- Чехословацкий Военный крест 1918 года (трехкратно)
- Чехословацкая революционная медаль (с планкой 21, ALSACE, ARGONNE)
- Чехословацкая медаль Победы (22 сентября 1922)
- Памятный знак чехословацкого добровольца 1918–1919 гг.
- Дипломный знак Карла IV. Офицерский чин 1-й степени с мечами (15 декабря 1947)[19]
- Медаль «За храбрость перед врагом» (февраль 1947)
- Чехословацкая медаль «За заслуги» 1-й степени
- Памятная медаль чехословацкой армии за границей (с планками Франция, Великобритания и СССР)
- Чехословацкий Военный крест 1939—1945 годов
- Чехословацкий партизанский значок[20]
- Памятный крест Союза национальных гвардейцев 1938 года
- Орден Словацкого национального восстания
- Памятный знак 1938 Чехословацкого сообщества добровольцев 1918–1919 годов (28 января 1946)
- Памятный знак Штефаника I степени (31 декабря 1945)
- Памятная медаль «За заслуги и труд на благо Силезии» (1969)
- Орден Милана Растислава Штефаника III степени (8 мая 1991)

### Чехия
- Памятный крест за верность 1939–1945 гг. (постановление Конфедерации политических заключенных Чешской Республики от 24 июня 1998)[21]
- Памятная медаль Чехословацкого общества легионеров (19 июня 1999)[22]
- Мукловская медаль – КПВ Опава (1998)
- Почетная медаль имени Т. Г. Масарика (2000)
- Орден Белого Льва I степени (2020)[23]

### Словакия
- Памятная медаль 50-летия Словацкого национального восстания (1994)[24]
- Орден Двойного белого креста 1 класса (1 сентября 2004)

### СССР
- Орден Красного Знамени
- Орден Отечественной войны II степени
- Медаль «За освобождение Праги»
- Медаль «За победу над Германией в Великой Отечественной войне 1941—1945 гг.»

### Иные
- Кавалер Ордена Почётного легиона (Франция)
- Командор Ордена Почётного легиона (Франция)
- Военный крест 1914—1918 с бронзовой звездой (Франция)
- Военный крест 1939—1945 (Франция)
- Медаль «В память о войне 1914—1918» (Франция)
- Знак выпускника Военной академии (Франция)
- Командор Ордена «Легион почёта» (США)
- Офицер Ордена Британской империи (Великобритания)
- Рыцарский крест ордена Белого орла (Королевство Югославия)
- Орден Партизанской звезды I степени (Социалистическая Федеративная Республика Югославия)[25]
- Орден «За храбрость» (СФРЮ)[26]
- Военный крест 1917 года (Греция)
- Рыцарь ордена Звезды Румынии (Румыния)
- Командор ордена Звезды Румынии с мечами (Румыния)
- Большой крест ордена Звезды Румынии с мечами (Румыния)[27]
- Командор ордена Короны Румынии (Румыния)
- Большой Офицерский Крест ордена Короны Румынии с мечами (Румыния)
- Большой Крест ордена Короны Румынии с мечами (Румыния)
- Орден «Крест Королевы Марии» (Румыния)[28]
- Медаль Пелеш (к 50-й годовщине окончания строительства замка Пелеш, 1883—1933, Румыния)